# لغز الغرفة المغلقة

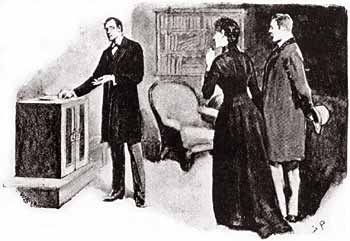

في الأدب البوليسي، لغز الغرفة المُغلقَة أو الجريمة المُستحيلة هو نوع من قصص الغموض، أو قصص (مَن الفاعل)، حيث تكون الجريمة قد ارتكبت ظاهرياً في ظل ظروف مستحيلة، بحيث ألا أحد يمكنه أن يكون قد دخل أو غادر مسرح الجريمة، ولا يمكن أن يكون موت الضحية انتحاراً.
تتبع ألغاز الغرفة المغلقة غالباً أنماط قصص التحري، في تقديم اللغز إلى القارئ مع كل المفاتيح للحل، وتشجيعه للوصول إليه قبل إنهائه القصة.
بشكل طبيعي، فإن الغرفة المغلقة تُشير إلى المكان الذي ارتكبت فيه الجريمة. وهُناك عدد محدود المشتبهين، بعضهم قد يكون بلا حجة غياب مقبولة، لكن بإمعان النظر في القضية، يظهر جلياً ألا أحد قادر على ارتكاب الجريمة لأنه في وقت ارتكابها، كان من المستحيل على أحد فيه مغادرة الغرفة بدون ترك أثر. وغالباً ما تشير الأدلة الأولية في هذه القصص إلى أن الجاني قد تلاشى في الهواء.

## تاريخ
بالرغم من أن روايات الغموض لم تترسخ كنوع أدبي حتى القرنين التاسع عشر والعشرين، فإن الخرافة الذائعة عن بيل والتنين تشابه ألغاز الغرفة المغلقة.
المثال الأول الحديث لهذا النوع من قصص الغموض هو عمل إدغار ألان بو جرائم شارع مورغ (1841). وتحتوي القصة على تصريحات بو حول قواعد لغز الغرفة المغلقة.
مثال مبكر آخر جاء في قصة الصحفي والكاتب الفرنسي غاستون ليرو لغز الغرفة الصفراء (1908)، ومن ثم ازدهرت ألغاز الغرفة المغلقة مع كتاب أمثال جون ديكسون كار، كلايتون راوسون، وأغاثا كريستي،

## مؤلفون وأعمال
جون ديكسون كار هو أحد أفضل مؤلفي ألغاز الغرف المغلقة، واعتبرت روايته الرجل الأجوف أفضل لغز غرفة مغلقة على مر الزمان، بالرغم من أن كار نفسه اعتبر قصة غاستون ليرو لغز الغرفة الصفراء قصته المفضلة.
تقدم الرجل الأجوف وصفة صريحة لكتاب الجريمة، ففي الفصل السابع عشر من الكتاب يُقدم المحقق دكتور جيديون فل شرحاً مفصلاً لكيفية خداع الآخرين (على الأقل، حتى يتم حل اللغز). عن طريق خلق انطباع الغرفة المغلقة، وإيهام الآخرين للسير في خط مختلف عن خط الجريمة.
جرب الكثير من الكتاب كتابة ألغاز جديدة ومتكلفة (لكنها معقولة مع ذلك)، مع ترسيخ مبدأ وجوب استبعاد القوى الخارقة للطبيعة منذ البداية.
كتبت الأمريكية أنا كاثرين غرين حروف الاسم الأولى فقط في 1911، واستغلت الكاتبة مارجيري ألينغام الموضوع نفسه في روايتها أزهار للقاضي (1936). ومن ثم انضم المزيد إلى هذا النوع، فأخذ كتاب بول أوستر الغرفة المغلقة عنوانه من ألغاز الغرفة المغلقة.
العينات الكلاسيكية لهذا النوع تتضمن:
- مغامرة الجماعة الرقطاء (1892) للسير آرثر كونان دويل، ومغامرة البيت الفارغ (1903)، وفيهما واجه شرلوك هولمز لغزي غرفة مغلقة.
- انتحار كايروس (1897) للكاتب ل. فرانك بوم تتعامل مع جريمة كراهية ضد دائن أمريكي يوناني، وهي جريمة كاملة تروى على لسان المجرم على فراش موته.
- الرجل الأجوف (1935)، هو الذي يهمس (1946)، وقضية الانتحارات المستمرة، للكاتب جون ديكسون كار.
- نافذة يهوذا وجرائم الدير الأبيض للكاتب كارتر ديكسون
- روايات كلايتون راوسون المرلينية الأربع، وأشهرها أولها: الموت من قبعة مرتفعة (1938)
- روايات أغاثا كريستي: الموت بين السحاب (1935)، ثم لم يبق أحد (1939)، وكريسماس هرقل بوارو (1938)
- قشرة الموت (1935) للكاتب نيكولاس بليك
- لغز الغرفة الصفراء للكاتب غاستون ليرو
- لغز القوس الكبير للكاتب إسرائيل زانغويل
- جرائم شارع مورج للكاتب إدغار ألان بو
- لغز التابوت اليوناني بواسطة إليري كوين

## وصلات خارجية
- انتحار كياروس (بالإنجليزية)